# 拉米 (新墨西哥州)
拉米（英語：Lamy）是位於美國新墨西哥州聖菲縣的普查規定居民點。

## 人口
根據2020年美國人口普查的數據，拉米的面積為6.71平方千米，皆為陸地。當地共有人口210人，而人口密度為每平方千米31.3人。